# Zvertiv, Jovkva
Zvertiv (în ucraineană Звертів) este un sat în comuna Nadîci din raionul Jovkva, regiunea Liov, Ucraina.

## Demografie
Componența lingvistică a localității Zvertiv
     Ucraineană (99,32%)
     Alte limbi (0,68%)
Conform recensământului din 2001, majoritatea populației localității Zvertiv era vorbitoare de ucraineană (99,32%), existând în minoritate și vorbitori de alte limbi.